# کوری عصاکش کور دگر
کوری عصاکش کور دگر یا تمثیل کوران (هلندی: De parabel der blinden) یک نقاشی از هنرمند فلاندری، پیتر بروگل است که سال ۱۵۶۸ کشیده شد. این اثر با تکنیک بی‌چسب‌رنگ (distemper) روی بومِ کتانی خلق شده و تمثیلی به همین نام از انجیل متی را به تصویر می‌کشد: «اگر کوری کور دیگری را هدایت کند، هر دو به مغاک درخواهند افتاد» (انجیل متی ۱۵–۱۴).
این نقاشی نمودی درخشان از دقتِ مشاهدهٔ بروگل و چیره‌دستیِ او در پرداختِ جزئیات است. کورها هر یک به شکلی متفاوت از نابینایی رنج می‌برند؛ سرها را بالا گرفته‌اند تا از حواس دیگرشان بتوانند بهتر استفاده کنند. ترکیب‌بندی مورب نقاشی نیز به خوبی عدم تعادلِ حرکتی شش شخصیت را برجسته می‌کند. بروگل این اثر را یک سال پیش از مرگش کشید و حال‌وهوای تیره و اندوهناک آن گویی برگرفته از روزهای پایانی عمر اوست. کوری عصاکش کور دگر دستمایهٔ خلق آثار ادبی از جمله شعری از بودلر و رمانی از ویلیام کارلوس ویلیامز قرار گرفته‌است. نقاشی اکنون در موزهٔ کاپودیمونته ناپل نگهداری می‌شود.

## شرح کلی پیرامون نقاشی
نقاشی نمایش‌گر ۶ مرد کور و نابسامان است که در طول مسیری موازی با رودخانه‌ای در حال عبور هستند. در سمت دیگر، روستا و کلیسایی نیز مشهود است. راهبر گروه به واسطهٔ سقوط در چاله و خندقی به پشت افتاده‌است و به تبع آن، از آنجایی که سایرین به وی اتکا داشته‌اند، چنین محتمل به نظر می‌رسد که همگان به نوبت در حال لغزیدن و افتادن هستند. گوستاو کلوک مورخ و منتقد هنری به ناسازگاری‌هایی در پرتره اشاره دارد از جمله اینکه گدایان همگی لباس‌های خوبی دربردارند و خورجین‌های کامل و انباشته‌ای حمل می‌نمایند. برنارد هوپ معتقد است که این شیوه و ترکیب از بروگل ممکن است حاکی از آن باشد که افراد نابینا، نمایندهٔ کشیشان طمع‌کاری می‌باشند که از هشدار مسیح برای خودداری از حمل طلا، وجه‌نقد یا اشیای بهادار دیگر چشم‌پوشی کرده‌اند؛ شاید به معنای ریاکاری و دروغ باشد همانند مؤمنی که در حال دعا خواندن است اما نه برای ستایش پروردگار.
بروگل به ترسیم پرتره‌های حاوی تصاویر متحرک علاقه داشت و این نقاشی‌اش به مثابه پیش‌بینی کورنوفوتوگرافی اختراع‌شده توسط اتین-ژول ماره در قرن نوزدهم است. یوریس ایونس کارگردان سینمای هلندی معتقد است که اگر بروگل امروز زنده بود، می‌توانست یک کارگردان فیلم باشد.

## نگارخانه

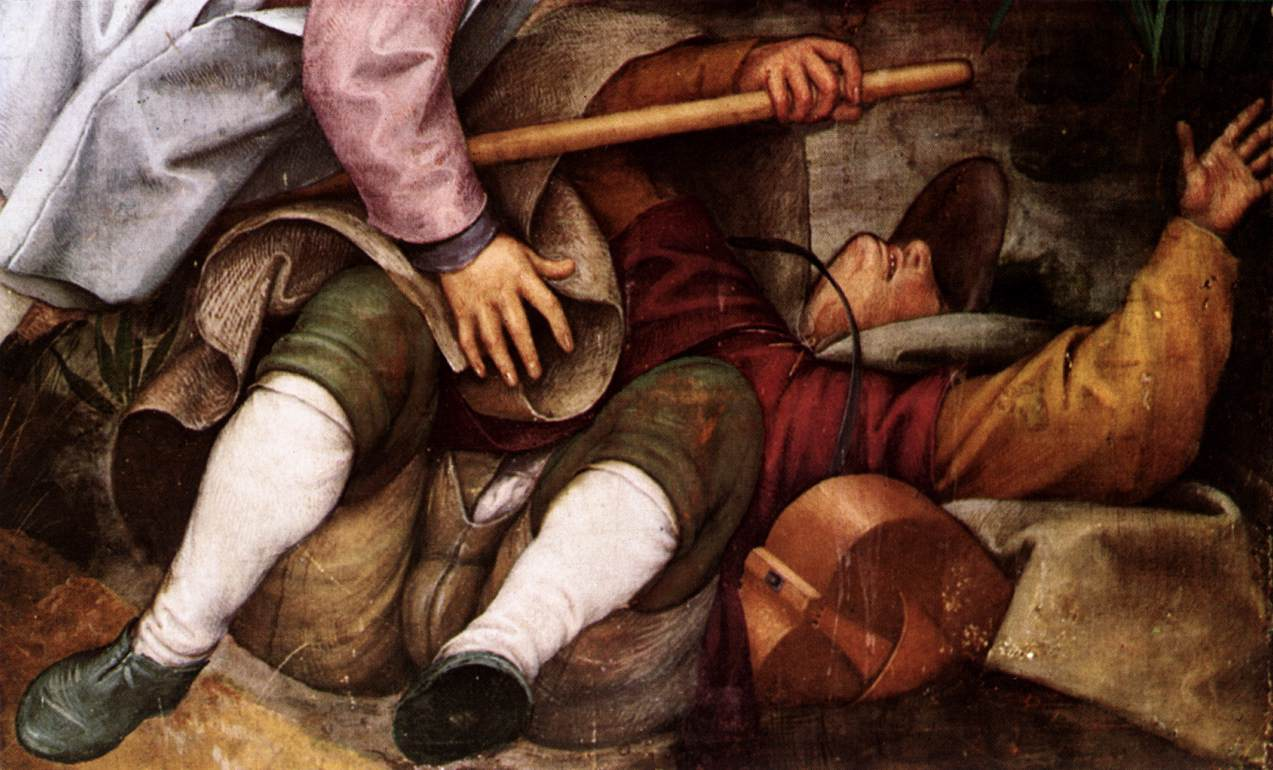
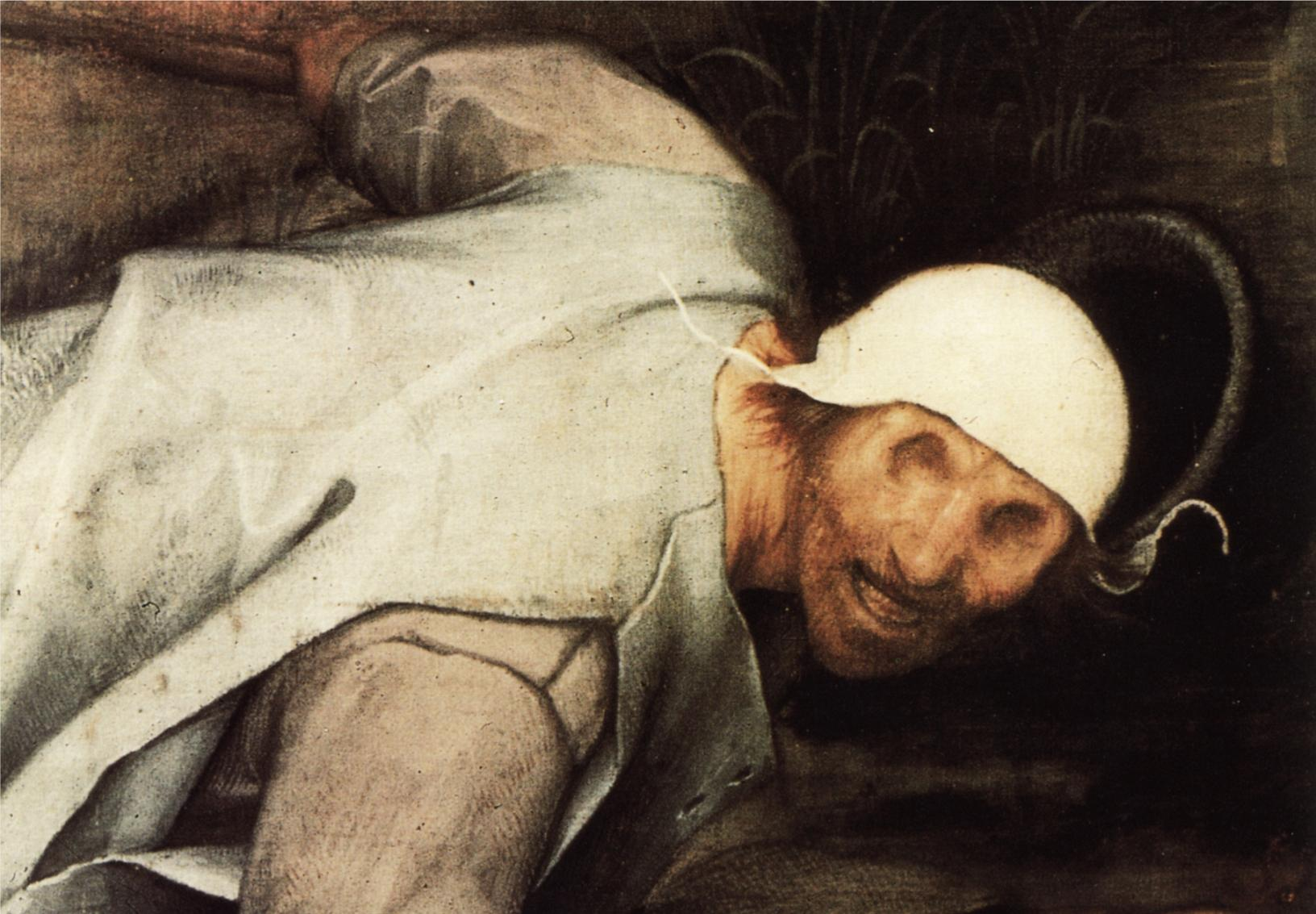
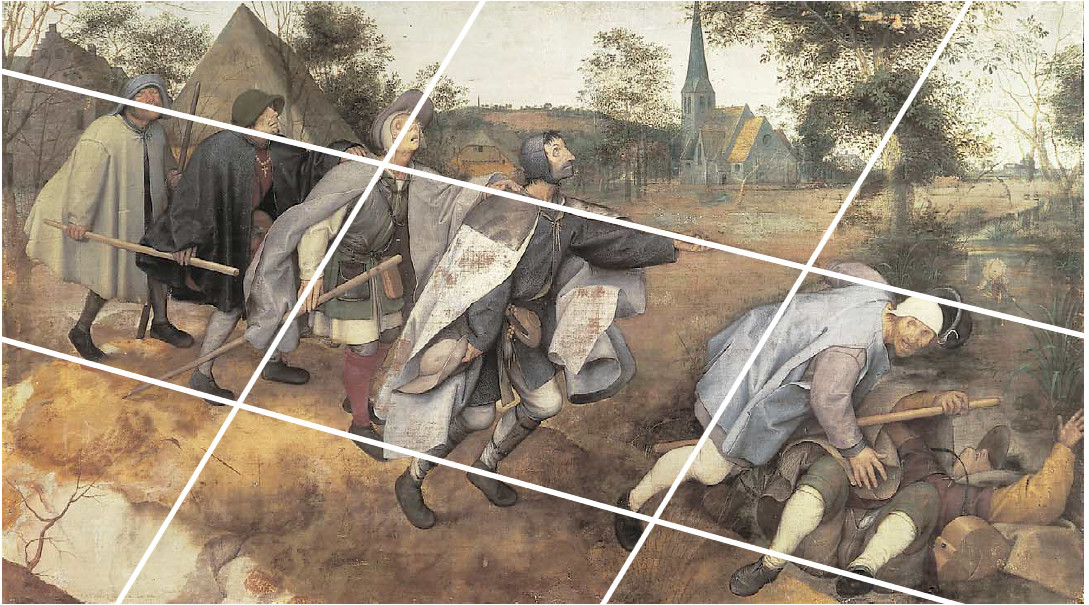
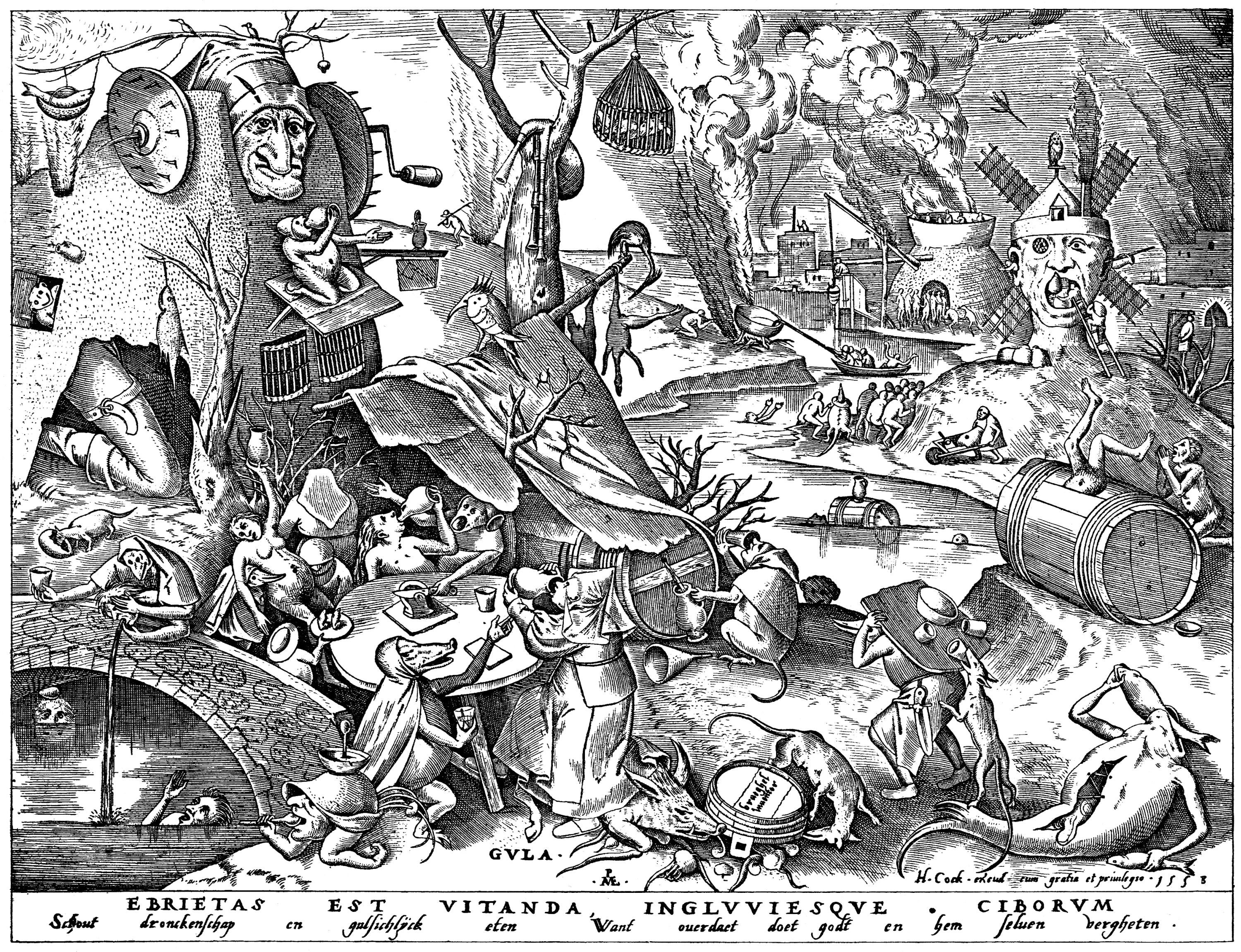
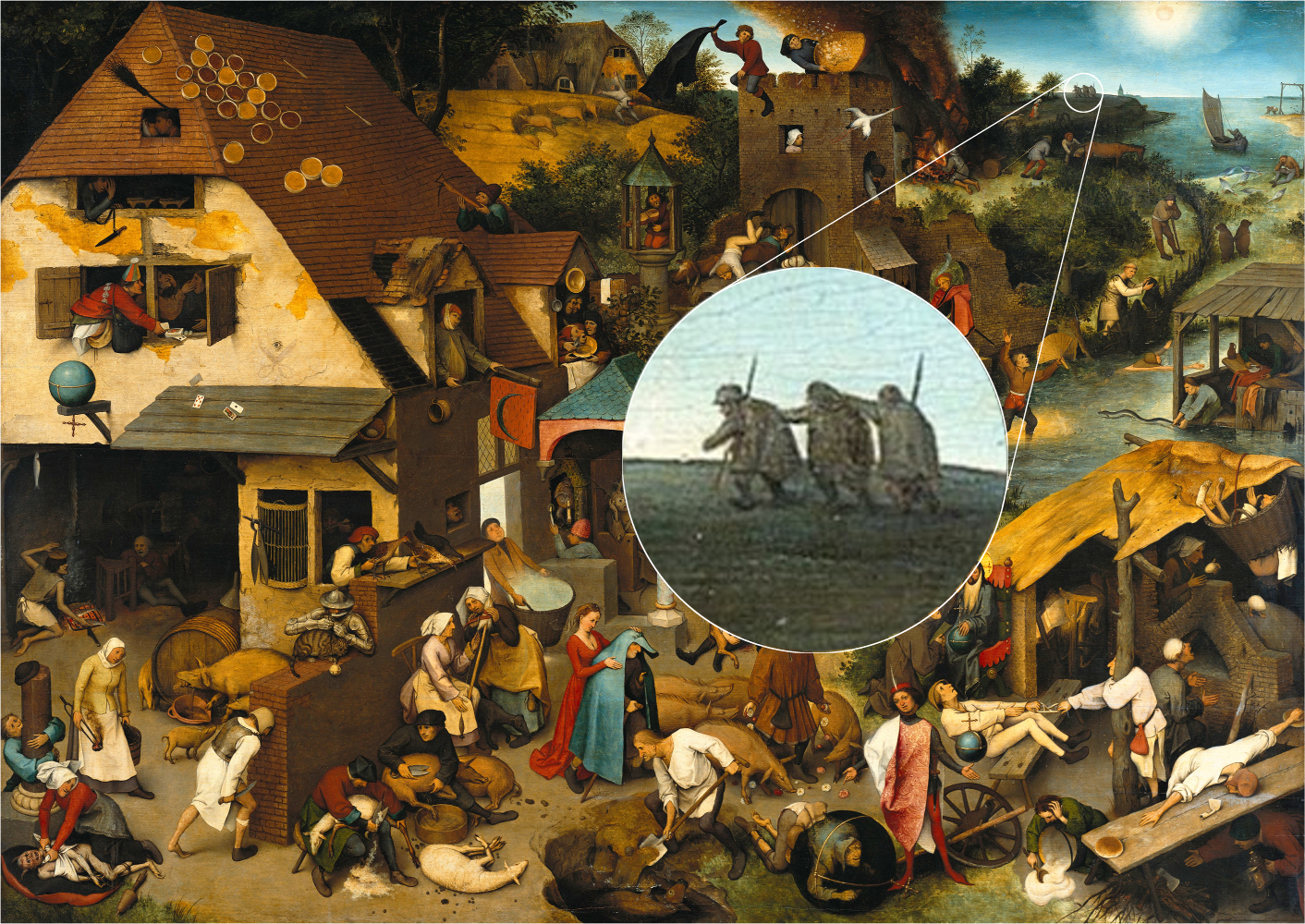